# Boyacá es Para Vivirla
L'equip Boyacá es Para Vivirla (codi UCI: BRC) és un equip de ciclisme colombià. Creat el 2007, ha anat combinant el professionalisme amb anys com amateur.

## Principals resultats
- Volta a Lleó: David Belda (2009)
- Volta a l'Equador: Fernando Camargo (2009)
- Volta a Uruguai: Iván Casas (2010)
- Volta a Chiapas: Iván Casas (2011)
- Volta a Portugal del Futur: Wilson Enrique Rodríguez (2016)

### A les grans voltes
- Giro d'Itàlia
  - 0 participacions

- Tour de França
  - 0 participacions

- Volta a Espanya
  - 0 participacions

## Composició de l'equip
| \| Llista de l'equip 2016 \| Llista de l'equip 2016 \| Llista de l'equip 2016 \| Llista de l'equip 2016 \| \| Ciclista \| Data de naixement \| Equip previ \| \| \| --------------------------------------- \| ---------------------- \| ------------------------ \| ---------------------- \| \| Heiner Parra Bustamente \| 9 de octubre de 1991 \| \| \| \| Javier Gómez \| 16 de octubre de 1991 \| Coldeportes-Claro (2015) \| \| \| Jeffry Romero \| 4 de octubre de 1989 \| Colombia (2014) \| \| \| Michael Rodríguez \| 29 de juliol de 1989 \| \| \| \| Carlos Andrés Parra \| 22 de juliol de 1992 \| \| \| \| Cristian Camilo Cubides \| 11 de novembre de 1996 \| \| \| \| Diego Ochoa Camargo \| 5 de juny de 1993 \| 472-Colombia (2014) \| \| \| Ivan Darío Bothia \| 27 de juny de 1990 \| \| \| \| Juan Carlos Cruz Muñoz \| 17 de juliol de 1994 \| \| \| \| Miguel Flórez López \| 21 de febrer de 1996 \| Lotería de Boyacá (2014) \| \| \| Nestor Javier García \| 11 de novembre de 1993 \| \| \| \| Robinson Ortega \| 20 de juny de 1996 \| \| \| \| Roller Diagama \| 13 de setembre de 1994 \| \| \| \| Wilson Rodríguez Amezqueta \| 22 de febrer de 1994 \| \| \| \| Yeison Andrés Chaparro \| 26 de juliol de 1991 \| \| \| \| Diego Mancipe Abril \| 21 de juliol de 1993 \| \| \| \| \| \| \| \| \| Fonts: ProCyclingStats Cycling Archives \| \| \| \|Nota: Heiner Parra Bustamente Nota: Ivan Darío Bothia missing qualifiers by rider Nota: Nestor Javier García missing qualifiers by rider |                        |                          |  |
| Llista de l'equip 2016 |                        |                          |  |
| Ciclista | Data de naixement      | Equip previ              |  |
| Heiner Parra Bustamente | 9 de octubre de 1991   |                          |  |
| Javier Gómez | 16 de octubre de 1991  | Coldeportes-Claro (2015) |  |
| Jeffry Romero | 4 de octubre de 1989   | Colombia (2014)          |  |
| Michael Rodríguez | 29 de juliol de 1989   |                          |  |
| Carlos Andrés Parra | 22 de juliol de 1992   |                          |  |
| Cristian Camilo Cubides | 11 de novembre de 1996 |                          |  |
| Diego Ochoa Camargo | 5 de juny de 1993      | 472-Colombia (2014)      |  |
| Ivan Darío Bothia | 27 de juny de 1990     |                          |  |
| Juan Carlos Cruz Muñoz | 17 de juliol de 1994   |                          |  |
| Miguel Flórez López | 21 de febrer de 1996   | Lotería de Boyacá (2014) |  |
| Nestor Javier García | 11 de novembre de 1993 |                          |  |
| Robinson Ortega | 20 de juny de 1996     |                          |  |
| Roller Diagama | 13 de setembre de 1994 |                          |  |
| Wilson Rodríguez Amezqueta | 22 de febrer de 1994   |                          |  |
| Yeison Andrés Chaparro | 26 de juliol de 1991   |                          |  |
| Diego Mancipe Abril | 21 de juliol de 1993   |                          |  |
| |                        |                          |  |
| Fonts: ProCyclingStats Cycling Archives |                        |                          |  |

| \| Llista de l'equip 2017 \| Llista de l'equip 2017 \| Llista de l'equip 2017 \| Llista de l'equip 2017 \| \| Ciclista \| Data de naixement \| Equip previ \| \| \| --------------------------------- \| ---------------------- \| -------------------------------------- \| ---------------------- \| \| Adrián Bustamante \| 10 de juny de 1998 \| \| \| \| Carlos Andrés Parra \| 22 de juliol de 1992 \| \| \| \| Cayetano José Sarmiento Tunarrosa \| 28 de març de 1987 \| EPM-Tigo-Une-Área Metropolitana (2016) \| \| \| Cristian Camilo Cubides \| 11 de novembre de 1996 \| \| \| \| Cristian Sierra \| 21 de febrer de 1994 \| \| \| \| Diego Mancipe Abril \| 21 de juliol de 1993 \| \| \| \| Elkin Moreno \| 18 de març de 2025 \| \| \| \| Juan Felipe Romero \| 14 de desembre de 1995 \| \| \| \| Franklin Buitrago \| 23 de abril de 1997 \| \| \| \| Heiner Parra Bustamente \| 9 de octubre de 1991 \| Caja Rural-Seguros RGA (2015) \| \| \| Ivan Darío Bothia \| 27 de juny de 1990 \| \| \| \| Javier Gómez \| 16 de octubre de 1991 \| Coldeportes-Claro (2015) \| \| \| Jeffry Romero \| 4 de octubre de 1989 \| Colombia (2014) \| \| \| Jhoan Rincón \| 18 de març de 2025 \| \| \| \| Jhon Iguavita \| 18 de març de 2025 \| \| \| \| Juan Carlos Cruz Muñoz \| 17 de juliol de 1994 \| \| \| \| Juan Diego Alba \| 11 de setembre de 1997 \| \| \| \| Juan Fernández \| 18 de març de 2025 \| \| \| \| Marco Suesca \| 11 de agost de 1994 \| Manzana Postobón (2016) \| \| \| Roller Diagama \| 13 de setembre de 1994 \| \| \| \| Robinson Fabián López \| 17 de setembre de 1996 \| \| \| \| Sebastián Guzmán \| 18 de març de 2025 \| \| \| \| Wilson Rodríguez Amezqueta \| 22 de febrer de 1994 \| \| \| \| Yonathan Eugenio \| 7 de setembre de 1998 \| \| \| \| \| \| \| \| \| Font: UCI \| \| \| \|Nota: Adrián Bustamante Nota: Ivan Darío Bothia missing qualifiers by rider |                        |                                        |  |
| Llista de l'equip 2017 |                        |                                        |  |
| Ciclista | Data de naixement      | Equip previ                            |  |
| Adrián Bustamante | 10 de juny de 1998     |                                        |  |
| Carlos Andrés Parra | 22 de juliol de 1992   |                                        |  |
| Cayetano José Sarmiento Tunarrosa | 28 de març de 1987     | EPM-Tigo-Une-Área Metropolitana (2016) |  |
| Cristian Camilo Cubides | 11 de novembre de 1996 |                                        |  |
| Cristian Sierra | 21 de febrer de 1994   |                                        |  |
| Diego Mancipe Abril | 21 de juliol de 1993   |                                        |  |
| Elkin Moreno | 18 de març de 2025     |                                        |  |
| Juan Felipe Romero | 14 de desembre de 1995 |                                        |  |
| Franklin Buitrago | 23 de abril de 1997    |                                        |  |
| Heiner Parra Bustamente | 9 de octubre de 1991   | Caja Rural-Seguros RGA (2015)          |  |
| Ivan Darío Bothia | 27 de juny de 1990     |                                        |  |
| Javier Gómez | 16 de octubre de 1991  | Coldeportes-Claro (2015)               |  |
| Jeffry Romero | 4 de octubre de 1989   | Colombia (2014)                        |  |
| Jhoan Rincón | 18 de març de 2025     |                                        |  |
| Jhon Iguavita | 18 de març de 2025     |                                        |  |
| Juan Carlos Cruz Muñoz | 17 de juliol de 1994   |                                        |  |
| Juan Diego Alba | 11 de setembre de 1997 |                                        |  |
| Juan Fernández | 18 de març de 2025     |                                        |  |
| Marco Suesca | 11 de agost de 1994    | Manzana Postobón (2016)                |  |
| Roller Diagama | 13 de setembre de 1994 |                                        |  |
| Robinson Fabián López | 17 de setembre de 1996 |                                        |  |
| Sebastián Guzmán | 18 de març de 2025     |                                        |  |
| Wilson Rodríguez Amezqueta | 22 de febrer de 1994   |                                        |  |
| Yonathan Eugenio | 7 de setembre de 1998  |                                        |  |
| |                        |                                        |  |
| Font: UCI |                        |                                        |  |

## Classificacions UCI
L'equip participa en els Circuits continentals de ciclisme. La següent classificació estableix la posició de l'equip en finalitzar la temporada.
UCI Amèrica Tour
| Temporada | Classificació per equips | Millor ciclista en la classificació individual |
| --------- | ------------------------ | ---------------------------------------------- |
| 2007      | 19è                      | Freddy Montaña (80è)                           |
| 2009      | 13è                      | Freddy Montaña (67è)                           |
| 2016      | 23è                      | Diego Ochoa (119è)                             |

UCI Europa Tour
| Temporada | Classificació per equips | Millor ciclista en la classificació individual |
| --------- | ------------------------ | ---------------------------------------------- |
| 2007      | 125è                     | Iván Mauricio Casas (967è)                     |
| 2009      | 67è                      | Freddy Montaña (193è)                          |
| 2016      | 80è                      | Heiner Parra (430è)                            |